# Eulàlia Martí Puig
Eulalia Martí Puig (Tarragona, 1969) és doctora en neurobiologia i investigadora del Centre de Regulació Genòmica (CRG) de Barcelona, especialitzada en genòmica i trastorns patològics; dirigeix el grup de Genòmica Funcional de Trastorns Neurodegeneratius del Departament de Ciències Biomèdiques de la Universitat de Barcelona i és cap d’unitat del Centre d'Investigació Biomèdica en Xarxa d'Epidemiologia i Salut Pública.
La recerca en neurobiologia, desenvolupada per la doctora Martí, es fonamenta en investigar les bases moleculars de la disfunció neuronal en condicions patològiques. Aquesta investigació se centra en la identificació de mecanismes d'ARN no codificants (ARNnc) que contribueixen a l’aparició i progressió de trastorns neurodegeneratius relacionats amb l'edat. El seu grup de recerca ha desenvolupat tècniques de laboratori humit i sec, inclosos cultius cel·lulars, cribratges funcionals, assaigs de toxicitat, immunoassaigs, ARNseq, anàlisis de seqüències d’ARN, mineria de dades i enfocaments bioestadístics. L’objectiu final és descobrir xarxes d’expressió de gens ARNnc subjacents als processos neuropatogènics amb l’objectiu de comprendre els mecanismes de la malaltia i identificar vies d’intervenció terapèutica. La investigació, publicada en la revista The Journal of Clinical Investigation, sobre la malaltia de Huntington, que lidera la doctora Martí constitueix un exemple de la importància de replantejar-se els mecanismes que causen les malalties per tal de trobar nous tractaments.